# Брикта
Брикта или Брикста (Bricta, Brixta) је била галска богиња, пратиља бога Луксовијуса. Могуће је да је Брикта само епитет богиње Сироне. (Николсон, 1999.)

## Етимологија
Бриктино име потиче из пра-келтика, од речи brixtom или brixta  што значи магија или магична.

## Историјски остаци

### Записи
Два записа о Брикти су нађена у Луксје-ле-Бану у Горњој Саони, Француска.
-{Luxovio / et Brixtae / G(aius) Iul(ius) Fir/manus / v(otum) s(olvit) l(ibens) m(erito)
}-
Луксовију и Бриксти, Гај Јулије Фирманус слободно и заслужено испуњава свој завет.
и
-{[Lus]soio / et Brictae / Divixti/us Cons/tans / v(otum) s(olvit) <l=T>(ibens) m(erito)
}-
Лусовију и Брикти, Дивицијус Констанс слободно и заслужено испуњава свој завет